# فيانو رومانو
فيانو رومانو هي بلدة تقع في مقاطعة روما في لاتسيو في إيطاليا .

## السكان
في سنة 1871 بلغ عدد السكان 692 نسمة، وتطور العدد ليصل في سنة 2011 لـ 13٬059 نسمة.
يظهر هذا المخطط البياني تطور النمو السكاني لـ فيانو رومانو